# Viktor Busjujev
Viktor Georgijevitj Busjujev (ryska: Виктор Георгиевич Бушуев), född 18 maj 1933 i Balachna, död 25 april 2003 i Nizjnij Novgorod, var en sovjetisk tyngdlyftare.
Busjujev blev olympisk guldmedaljör i 67,5-kilosklassen i tyngdlyftning vid sommarspelen 1960 i Rom.